# Кочнєва Ірина Юріївна
Ірина Юріївна Шабаліна (Кочнєва) (нар. 1 вересня 1994) — півзахисниця національної збірної України з жіночого футболу. Багаторазова чемпіонка України.

## Клубна кар'єра
Вихованка вінницького футболу.
У склад чернігівської «Легенди» потрапила в часи, коли ця титулована команда вже втрачала свій лідерський статус. Легендарну команду залишили деякі гравці основного складу, зокрема Наталка Сухорукова та найкраща бомбардирка в історії клубу Юлія Корнієвець. Через відсутність належного фінансування в команду запрошували переважно малодосвідчених гравчинь. Однією з них стала 17-річна Ірина Кочнєва.
Взимку 2013 року «Легенда» стала переможцем Зимової першості України. У фінальному матчі проти «Донеччанки» основний час закінчився у нічию — 0:0, серія післяматчевих пенальті завершилась на користь «Легенди»  — 4:3. Один з одинадцятиметрових впевнено реалізувала Кочнєва.
У чемпіонаті декілька сезонів поспіль «Житлобуд-1» був майже недосяжний для суперників, тому «Легенда» фактично змагалася з іншими командами лише за срібні медалі. Вперше після 4-річної перерви до збірної України почали знову викликати футболісток «Легенди» — однією з них стала і Ірина Кочнєва.
На початку 2017-го року «Житлобуд-1» оголосив про підписання двох українських гравчинь Андрущак та Кочнєвої.
За роки кар'єри в харківській команді Кочнєва три рази вигравала золоті медалі Чемпіонату України, два рази ставала володаркою Кубку України та була учасницею Ліги чемпіонів у 2018, 2019 та 2021 роках. Останнім матчем у складі «Житлобуду-1» стала гра в Мадриді проти «Реалу» в Лізі чемпіонів УЄФА.
Загалом вона провела 78 матчів за «Житлобуд-1» в чемпіонатах України в яких забила 27 голів; 13 матчів в Кубку (3 голи) та 16 матчів в Лізі Чемпіонів (2 голи).
У 2022 році Ірина Кочнєва вже мала контракт з «Кривбасом», але через російське вторгнення у квітні тимчасово приєдналася до французького ФК «Реймс». Після відновлення змагань у вищій лізі повернулась в Україну.
В «Кривбасі» стала капітаном команди. В першому ж сезоні виграла срібні медалі чемпіонату та право знову змагатись в Лізі чемпіонів УЄФА.
В жовтні 2023 року після чергової травми Кочнєва оголосила про закінчення футбольної кар'єри, але вже навесні 2024 року знову повернулась до виступів на професійному рівні і заявилась до складу «Житлобуд-1» (який згодом був перейменован на «Металіст 1925»). 

## Кар'єра в збірній
Вперше була викликана до національної збірної України на жовтневі ігри відбору до Євро-2017.
У матчі проти Румунії Ірина Кочнєва так і не вийшла на поле, але дебют відбувся через п'ять днів. 27 жовтня 2015 року в матчі проти збірної Франції на стадіоні «Арена Львів» Кочнєва вийшла на заміну замість Тетяни Романенко на 87-й хвилині гри.
Перший гол за збірну забила 9 листопада 2018 року в товариському матчі проти збірної Косово.

## Досягнення
- Вища ліга України:
  -  Золота призерка (3): 2018, 2019, 2021
  -  Cрібна призерка (4): 2013, 2015, 2020, 2023
- Кубок України:
  -  Володарка (2): 2018, 2019